# Емельянов, Сергей Владимирович
Серге́й Влади́мирович Емелья́нов (род. 24 ноября 1978, Первомайское, Чувашская АССР) — российский легкоатлет, специалист по бегу на средние и длинные дистанции, кроссу и марафону. Выступал за сборную России по лёгкой атлетике в 1997—2011 годах, чемпион России в беге на 10 000 метров, победитель Кубка Европы в командном зачёте, многократный победитель и призёр первенств всероссийского значения, участник ряда крупных международных стартов. Представлял Чувашию и Москву. Мастер спорта России.

## Биография
Сергей Емельянов родился 24 ноября 1978 года в селе Первомайское Батыревского района Чувашской АССР.
Занимался лёгкой атлетикой в Детско-юношеской спортивной школе в Батырево, в Специализированной детско-юношеской спортивной школе олимпийского резерва № 3 в Новочебоксарске, в Республиканской школе высшего спортивного мастерства имени А. В. Игнатьева в Чебоксарах. Окончил факультет физической культуры Чувашского государственного педагогического университета имени И. Я. Яковлева (2004).
Впервые заявил о себе на международном уровне в сезоне 1997 года, когда вошёл в состав российской сборной и выступил в беге на 1500 метров на юниорском европейском первенстве в Любляне.
В 1999 году на зимнем чемпионате России в Москве превзошёл всех соперников в беге на 3000 метров.
В 2000 году на зимнем чемпионате России в Волгограде взял бронзу в дисциплине 3000 метров. Принимал участие в чемпионате мира по кроссу в Виламуре, где занял итоговое 85-е место.
В 2001 году стартовал на чемпионате Европы по кроссу в Туне, показал на финише 32-й результат.
В 2002 году выиграл бронзовую медаль в дисциплине 4 км на весеннем чемпионате России по кроссу в Кисловодске. Участвовал в кроссовом чемпионате мира в Дублине, где занял 65-е место.
В 2003 году получил серебро в беге на 10 000 метров на чемпионате России в Туле, показал 51-й результат на кроссовом чемпионате Европы в Эдинбурге, выиграл международный полумарафон «Труд — Лужники».
В 2004 году на зимнем чемпионате России в Москве стал серебряным призёром в беге на 3000 метров, тогда как на летнем чемпионате России в Туле одержал победу в беге на 10 000 метров. На чемпионате Европы по кроссу в Херингсдорфе закрыл десятку сильнейших.
В 2005 году на Кубке Европы по бегу на 10 000 метров в Баракальдо финишировал седьмым. На кроссовом чемпионате Европы в Тилбурге занял 39-е место.
В 2007 году на весеннем чемпионате России по кроссу в Жуковском выиграл бронзовую медаль в дисциплине 8 км. Отметился выступлением на чемпионате мира по полумарафону в Удине — показал на финише время 1:04:30, расположившись в итоговом протоколе на 60-й строке. На международном полумарафоне «Труд — Лужники» превзошёл всех соперников, установив ныне действующий рекорд соревнований — 1:03.52.
В 2008 году стал бронзовым призёром в дисциплине 5000 метров на зимнем чемпионате России в Москве. На Кубке Европы по бегу на 10 000 метров в Стамбуле стал четвёртым в личном зачёте и тем самым помог соотечественникам выиграть мужской командный зачёт. Также в этом сезоне взял бронзу в дисциплине 10 км на осеннем чемпионате России по кроссу Оренбурге.
В 2009 году завоевал бронзовую награду в дисциплине 8 км на весеннем чемпионате России по кроссу в Жуковском и серебряную награду на чемпионате России по полумарафону в Чебоксарах. На Кубке Европы по бегу на 10 000 метров в Рибейра-Брава занял 29-е место в личном зачёте и стал серебряным призёром мужского командного зачёта.
В 2010 году пришёл к финишу третьим на чемпионате России по полумарафону в Чебоксарах.
Завершил спортивную карьеру по окончании сезона 2011 года.